# Milt Campbell
Milton (Milt) Gray Campbell (Plainfield (New Jersey), 9 december 1933 – Gainesville (Georgia), 2 november 2012) was een  Amerikaanse tienkamper.

## Loopbaan
Campbells sportcarrière begon tijdens zijn opleiding aan de Plainfield High School in New Jersey. Hij was een allroundsporter en deed aan atletiek en zwemmen. Hierna studeerde hij met succes af aan de Universiteit van Indiana.
Op 18-jarige leeftijd dwong Campbell een plek af in het Amerikaanse olympisch team voor de Olympische Spelen van 1952. Ondanks zijn jonge leeftijd werd hij op de tienkamp tweede achter Bob Mathias. Vier jaar later won hij op de Olympische Zomerspelen 1956 in Melbourne een gouden medaille voor Rafer Johnson (zilver) en de Rus Wassili Kusnezow. Hij was hiermee de eerste olympische kampioen tienkamp met een zwarte huidskleur. Met 7937 punten miste hij op 48 punten na het wereldrecord. Veel toeschouwers hadden verwacht dat hij het record zou breken, als hij geen matige prestatie had neergezet bij het polsstokhoogspringen.
Campbell was in zijn jeugd ook een uitstekend zwemmer en speelde American football. Hij speelde in de National Football League voor de Cleveland Browns en in 1959 voor de Montréal Alouettes in de Canadian Football League.

## Titels
- Amerikaans kampioen 110 m horden - 1955
- Amerikaans kampioen tienkamp - 1953
- NCAA-kampioen 110 m horden - 1966

## Palmares

### Tienkamp
- 1952:  OS - 6975 p
- 1956:  OS - 7937 p

1904: Tom Kiely ·
1912: Jim Thorpe ·
1920: Helge Løvland ·
1924: Harold Osborn ·
1928: Paavo Yrjölä ·
1932: James Bausch ·
1936: Glenn Morris ·
1948: Bob Mathias ·
1952: Bob Mathias ·
1956: Milt Campbell ·
1960: Rafer Johnson ·
1964: Willi Holdorf ·
1968: Bill Toomey ·
1972: Nikolaj Avilov ·
1976: Bruce Jenner ·
1980: Daley Thompson ·
1984: Daley Thompson ·
1988: Christian Schenk ·
1992: Robert Změlík ·
1996: Dan O'Brien ·
2000: Erki Nool ·
2004: Roman Šebrle ·
2008: Bryan Clay ·
2012: Ashton Eaton ·
2016: Ashton Eaton ·
2020: Damian Warner ·
2024: Markus Rooth